# Buttons
«Buttons» (с англ. — «Пуговицы») — песня, написанная Шоном Гарреттом, Джамалом Джонсом, Джейсоном Перри и Николь Шерзингер для дебютного альбома поп/R&B-группы Pussycat Dolls PCD (2005). Выпущенная как четвёртый сингл альбома, песня стала одним из главных хитов коллектива. «Buttons» является четвёртым синглом группы, попавшим в топ-3 британского хит-парада, и вторым синглом, оказавшимся в топ-3 хит-парада Hot 100 американского журнала «Billboard».
Для создания сингловой версии песни был привлечён рэпер Snoop Dogg. Эта версия немного отличается от альбомного варианта, в неё добавлены два куплета рэпа. В выходных данных сингла версия с участием Snoop Dogg обозначена как финальный микс.

## Текст и музыка
«Buttons» — песня в жанрах данс-поп и R&B, исполненная в умеренном хип-хоп-темпе. Композиция написана в тональности ре минор с тактовым размером 4/4. Вокальный диапазон Николь Шерзингер простирается от соль малой октавы (G3) до ля первой октавы (A4). Для песни также характерно влияние музыки Среднего Востока.
Текст «Buttons» повествует о желании лирической героини быть раздетой.
В заключительной версии рэп-фрагмент песни, прочитанный Снуп Догом, был немного изменен. Слова «I tawt I taw a puddy tat!» (броская фраза характера Looney Tunes Твити) были изменены на «Да, я думал, что видел кошечку». Первоначальная версия не использовалась из-за проблем авторского права с Warner Bros.

## Музыкальное видео
В качестве режиссёра клипа выступил Френсис Лоуренс. Клип снимался с 15 по 17 марта 2006 года. В видео используется много хореографии. Девушки одеты в чёрные откровенные наряды.
Видео достигло 5 строчки в «100 лучших Британских хитов MTV 2006». Это помогло получить девушкам премию на церемонии MTV Video Music Awards 2006 в категории «Лучшее танцевальное видео».

## Коммерческий успех
«Buttons» была выпущена на радио в конце апреля — начале мая в Соединённых Штатах и дебютировала под №73 в Billboard Hot 100. Песня в конечном счете достигла своего пика, №3, в сентябре после увеличения цифровых продаж. «Buttons» также возглавила Billboard Hot 100 Club в конце августа. Это сделало «Buttons» вторым номером один группы (после «Stickwitu» в январе 2006). Pussycat Dolls были одними из трёх артистов, имевшими две песни в топ-10 Hot 100 в 2006 (другие исполнители — Бейонсе с «Check on It» и «Irreplaceable», и Джастин Тимберлейк с «SexyBack» и «My Love»). Buttons была удостоена платиновой сертификации в июле 2006.
В Соединенном Королевстве «Buttons» дебютировал №11 в UK Singles Chart основанном исключительно на цифровых продажах за одну неделю до её физического выпуска. После релиза на CD сингл поднялся до №3, став четвёртым подряд британским лучшим хитом «Куколок». «Buttons» была также Топ-5 в Ирландии, где она достигла №4. «Buttons» стал также четвёртым подряд ирландским лучшим хитом «Куколок».
«Buttons» была также главным хитом в Океании. В Австралии «Buttons» достигла № 2 в течение двух недель подряд, и получила платиновую сертификацию ARIA превысив продажи более 70 тысяч. Сингл провел в общей сложности 22 недели в чарте, наравне с «Don’t Cha» как самого долгого сингла группы, единственного в чарте, и оценивался как 17-я самая высокая продажа, единственная в чарте на 2006.
В Новой Зеландии «Buttons» дебютировал №3 в New-Zeland Singles Chart RIANZ, возглавив его уже на третьей неделе. «Buttons» провела в общей сложности 22 недели в чарте, став 8-м самым продаваемым синглом года, и сертифицирована золотом.
«Buttons» была также успешна в Европе, и в конечном счете достигли максимума №7 в Europe Hot 100. В Австрии «Buttons» стала первым австрийским №1 «Куколок», возглавляя чарт в течение трёх недель подряд. «Buttons» также достигла первой строчки в Португалии, Топ-5 в Германии и Бельгии, Топ-10 в Нидерландах, и Топ-40 в Швеции.

## Живые выступления
31 декабря 2004 года The Pussycat Dolls исполнили раннюю демоверсию «Buttons» в канун Нового года с Карсоном Дейли. 30 июня 2006 года Pussycat Dolls появились в программе Good Morning America в рамках летней концертной серии, в которой исполнялись песни «Don't Cha», «Buttons» и «Stickwitu». 8 сентября 2006 года они исполнили «Buttons» на Fashion Rocks, где к ним присоединился рэппер Джиббс. На церемонии вручения American Music Awards 2006 они представили публике «Buttons» в мини-платьях с блёстками.
Pussycat Dolls исполнили «Buttons» и «When I Grow Up» на открытии MTV Asia Awards 2008. Песня была также включена в сет-лист их тура Doll Domination Tour (2009), будучи шестым исполненным треком. Николь Шерзингер исполнила его как часть попурри Pussycat Dolls, включённого в концертную программу её первого сольного турне в поддержку дебютного студийного альбома Killer Love (2011).

## Запись и персонал

### Запись
- Сведение сделано в Larrabee North (Северный Голливуд, Лос-Анджелес).

### Персонал
- Дж. Эндрюс — звукорежиссёр
- Чарли Бишарат — электроскрипка
- Ариэль Чобаз — помощник звукорежиссёра по сведению
- Луис Конте — перкуссия
- Майк "Angry" Элеопулос — звукорежиссёр
- Ron Fair — производство, вокальная продукция
- Джамал "Polow da Don" Джонс — автор песни, продюсер, аранжировка треков и программирование
- Шон Гарретт — автор песни, производство
- Tal Herzberg — совместное производство, звукорежиссёр, Pro Tools
- Дэйв "Hard Drive" Pensado — сведение
- Джейсон Перри — автор песни
- Николь Шерзингер — автор песни, вокал
- Young Smoke — вокальная продукция

## Чарты
| Чарт (2006)                            | Высшая позиция |
| -------------------------------------- | -------------- |
| Австралия (ARIA)                       | 2              |
| Австрия (Ö3 Austria Top 40)            | 1              |
| Бельгия/Фландрия (Ultratop 50)         | 4              |
| Бельгия/Валлония (Ultratop 50)         | 6              |
| Чехия (Rádio — Top 100)                | 8              |
| Дания (Tracklisten)                    | 14             |
| Europe (Eurochart Hot 100)             | 6              |
| Финляндия (Suomen virallinen lista)    | 11             |
| Франция (SNEP)                         | 12             |
| Германия (GfK)                         | 4              |
| Венгрия (Rádiós Top 40)                | 1              |
| Венгрия (Dance Top 40)                 | 4              |
| Ирландия (IRMA)                        | 4              |
| Италия (FIMI)                          | 18             |
| Нидерланды (Dutch Top 40)              | 6              |
| Нидерланды (Single Top 100)            | 7              |
| Новая Зеландия (Recorded Music NZ)     | 1              |
| Шотландия (OCC Scotland)               | 3              |
| Словакия (Rádio — Top 100)             | 4              |
| Швейцария (Schweizer Hitparade)        | 3              |
| Швеция (Sverigetopplistan)             | 36             |
| Великобритания (OCC UK Singles)        | 3              |
| Великобритания (OCC UK Hip Hop/R&B)    | 2              |
| США (Billboard Hot 100)                | 3              |
| США (Billboard Adult Pop Airplay)      | 33             |
| США (Billboard Dance/Mix Show Airplay) | 3              |
| США (Billboard Dance Club Songs)       | 1              |
| США (Billboard Pop Airplay)            | 1              |
| США (Billboard Rhythmic)               | 4              |

| Чарт (2006)                          | Позиция |
| ------------------------------------ | ------- |
| Australia (ARIA)                     | 15      |
| Austria (Ö3 Austria Top 40)          | 14      |
| Belgium (Ultratop 50 Flanders)       | 18      |
| Belgium (Ultratop 50 Wallonia)       | 21      |
| France (SNEP)                        | 90      |
| Germany (Official German Charts)     | 23      |
| Hungary (Dance Top 40)               | 13      |
| Hungary (Rádiós Top 40)              | 30      |
| Netherlands (Dutch Top 40)           | 38      |
| Netherlands (Single Top 100)         | 29      |
| New Zealand (Recorded Music NZ)      | 8       |
| Switzerland (Schweizer Hitparade)    | 18      |
| UK Singles (Official Charts Company) | 57      |
| US Billboard Hot 100                 | 15      |
| US Dance Club Songs (Billboard)      | 10      |
| US Rhythmic (Billboard)              | 31      |

## Сертификации
| Регион | Сертификация | Продажи   |
| --- | ------------ | --------- |
| Австралия (ARIA) | Платиновый   | 70 000^   |
| Бельгия (BEA) | Золотой      | 25 000*   |
| Бразилия (ABPD) | Золотой      | 50,000*   |
| Дания (IFPI Danmark) | Платиновый   | 15,000^   |
| Германия (BVMI) | Золотой      | 150 000   |
| Новая Зеландия (RMNZ) | Золотой      | 5000*     |
| Великобритания (BPI) | Платиновый   | 600 000   |
| США (RIAA) | Платиновый   | 2,000,000 |
| * Данные о продажах приведены только на основе сертификации. · ^ Данные о тиражах приведены только на основе сертификации. · Данные о продажах + прослушиваниях приведены только на основе сертификации. |              |           |